# لورا جونسون
لورا جونسون (بالإنجليزية: Laura Johnson)‏ (و. 1957 – م) هي ممثلة، وممثلة تلفزيونية، من الولايات المتحدة الأمريكية، ولدت في بربانك، كاليفورنيا.

## وصلات خارجية
- لورا جونسون على موقع IMDb (الإنجليزية)
- لورا جونسون على موقع ألو سيني (الفرنسية)
- لورا جونسون على موقع أول موفي (الإنجليزية)
- لورا جونسون على موقع قاعدة بيانات الأفلام السويدية (السويدية)
- لورا جونسون على موقع إن إن دي بي (الإنجليزية)
- لورا جونسون على موقع قاعدة بيانات الفيلم (الإنجليزية)
- لورا جونسون على موقع كينوبويسك (الروسية)